# Équipe d'Écosse féminine de squash
L'équipe d'Écosse féminine de squash représente l'Écosse dans les compétitions internationales de squash et dirigée par la Scottish Squash and Racketball (en).
Depuis 1981, le meilleur résultat de l'Écosse aux championnats du monde par équipes est une 4e place en 1981.

## Équipe actuelle
- Georgia Adderley
- Alison Thomson
- Robyn McAlpine
- Ellie Jones

## Palmarès championnats du monde de squash par équipes
| Année                    | Résultat             | Classement           | G                    | PL                   |
| ------------------------ | -------------------- | -------------------- | -------------------- | -------------------- |
| Toronto 1981             | Phase de poule       | 4e                   | 4                    | 2                    |
| Perth 1983               | Phase de poule       | 5th                  | 2                    | 3                    |
| Dublin 1985              | Phase de poule       | 6e                   | 3                    | 5                    |
| Auckland 1987            | Phase de poule       | 6e                   | 5                    | 3                    |
| Warmond 1989             | Quarts de finale     | 6e                   | 2                    | 4                    |
| Sydney 1990              | Phase de poule       | 11th                 | 0                    | 5                    |
| Vancouver 1992           | Quarts de finale     | 8e                   | 3                    | 3                    |
| Guernesey 1994           | Phase de poule       | 7e                   | 2                    | 4                    |
| Petaling Jaya 1996       | Quarts de finale     | 7e                   | 4                    | 2                    |
| Stuttgart 1998           | Phase de poule       | 12e                  | 4                    | 3                    |
| Sheffield 2000           | 1/16e de finale      | 9e                   | 5                    | 2                    |
| Odense 2002              | Quarts de finale     | 6e                   | 4                    | 3                    |
| Amsterdam 2004           | Phase de poule       | 14e                  | 2                    | 5                    |
| Edmonton 2006            | Pas de participation | Pas de participation | Pas de participation | Pas de participation |
| Le Caire 2008            | Pas de participation | Pas de participation | Pas de participation | Pas de participation |
| Palmerston North 2010    | Pas de participation | Pas de participation | Pas de participation | Pas de participation |
| Nîmes 2012               | Phase de poule       | 21e                  | 2                    | 4                    |
| Niagara-on-the-Lake 2014 | Pas de participation | Pas de participation | Pas de participation | Pas de participation |
| Total                    | 14/18                | 0 titre              | 42                   | 48                   |

,